# William George Armstrong
William George Armstrong, 1. Baron Armstrong, angleški inženir in izumitelj, * 26. november 1810, Newcastle upon Tyne, † 27. december 1900, Rothbury, Northumberland
Armstrong je izumitelj hidravlične stiskalnice z visokim tlakom in še drugih strojev, ter po njem imenovanega Armstrongovega topa, ki je imel cev, ojačano z obroči. Njegove tovarne, jeklarne, orožarne in ladjedelnice so bile od leta 1847 središče angleške oborožitvene industrije, koncerna Armstrong Withwort in Vickers Armstrong pa med največjimi svetovnimi proizvajalci orožja in streliva. Leta 1887 je postal baron Armstrong.